# Сидаш, Тарас Геннадьевич
Тарас Геннадьевич Сида́ш (род. 26 апреля 1972, Ленинград) — русский философ, поэт, переводчик и издатель.
Окончил Санкт-Петербургский институт богословия и философии по специальности «теология».
В августе 2009 года принял единоверие.
Перевёл на русский язык «Эннеады» Плотина (изданы в семи томах Издательством Олега Абышко в Санкт-Петербурге в 2004—2005 гг.). Издание сопровождается статьями Сидаша, интерпретирующими различные проблемы философии Плотина.
Другой русский переводчик Плотина Ю. А. Шичалин, похвалив «отвагу» и «решимость» Сидаша, отметил, что к переводчику «тонкость не приходит сразу».
В переводе Сидаша издательством СПбГУ в 2007 году опубликованы философские сочинения императора Юлиана, в 2008 году — философские сочинения Плутарха, в 2011 году — сочинения Порфирия.
В 2012 году Т. Г. Сидаш основал в Санкт-Петербурге издательство «Квадривиум», где в его переводах вышли: в 2012-2014 гг. — двухтомник сочинений философа-неоплатоника Синезия Киренского; в 2013 году — поэмы Григория Богослова и «Кинические речи» Диона Хризостома; далее — расширенные переиздания философских сочинений императора Юлиана и Порфирия.
К 2021 закончил издание полного собрания сочинений Ямвлиха Халкидского в четырех томах.
С 2017 года философ заново переводит и издает «Эннеады» Плотина, этот труд представляет собой «не авторскую редакцию старого перевода, но перевод новый, выполненный на иных основаниях».